# Félix Houphouët-Boigny
Félix Houphouët-Boigny /feˈliks ufwɛbwaˈɲi zwany Papa Houphouët lub Le Vieux (ur. 18 października 1905 w Jamusukro, zm. 7 grudnia 1993 tamże) – iworyjski polityk, pierwszy prezydent Wybrzeża Kości Słoniowej od 3 listopada 1960 do swej śmierci. Szef państwa od 7 sierpnia do 3 listopada 1960.

## Życiorys
Syn zamożnego wodza plemiennego Baoulé i plantatora. W dzieciństwie uczęszczał do szkoły misyjnej i przyjął chrzest w obrządku katolickim. Pracował jako wiejski lekarz, jednocześnie realizując karierę plantatora. Karierę polityczną rozpoczął jako współzałożyciel Afrykańskiego Syndykatu Rolniczego, utworzonego w 1944 roku przez niezadowolonych afrykańskich plantatorów. Celem syndykatu była obrona ich interesów przed europejskimi osadnikami. W pierwszych wyborach do parlamentu na terenie Wybrzeża Kości Słoniowej został wybrany do francuskiego Zgromadzenia Narodowego. W 1946 roku zyskał reelekcję. W tym samym roku założył Partię Demokratyczną Wybrzeża Kości Słoniowej (PDCI). Partia była członkiem federacji partii znanej jako Afrykańskie Zjednoczenie Demokratyczne, której to Houphouët-Boigny pozostawał przewodniczącym. Tworzony przez niego ruch był powiązany z Francuską Partią Komunistyczną.

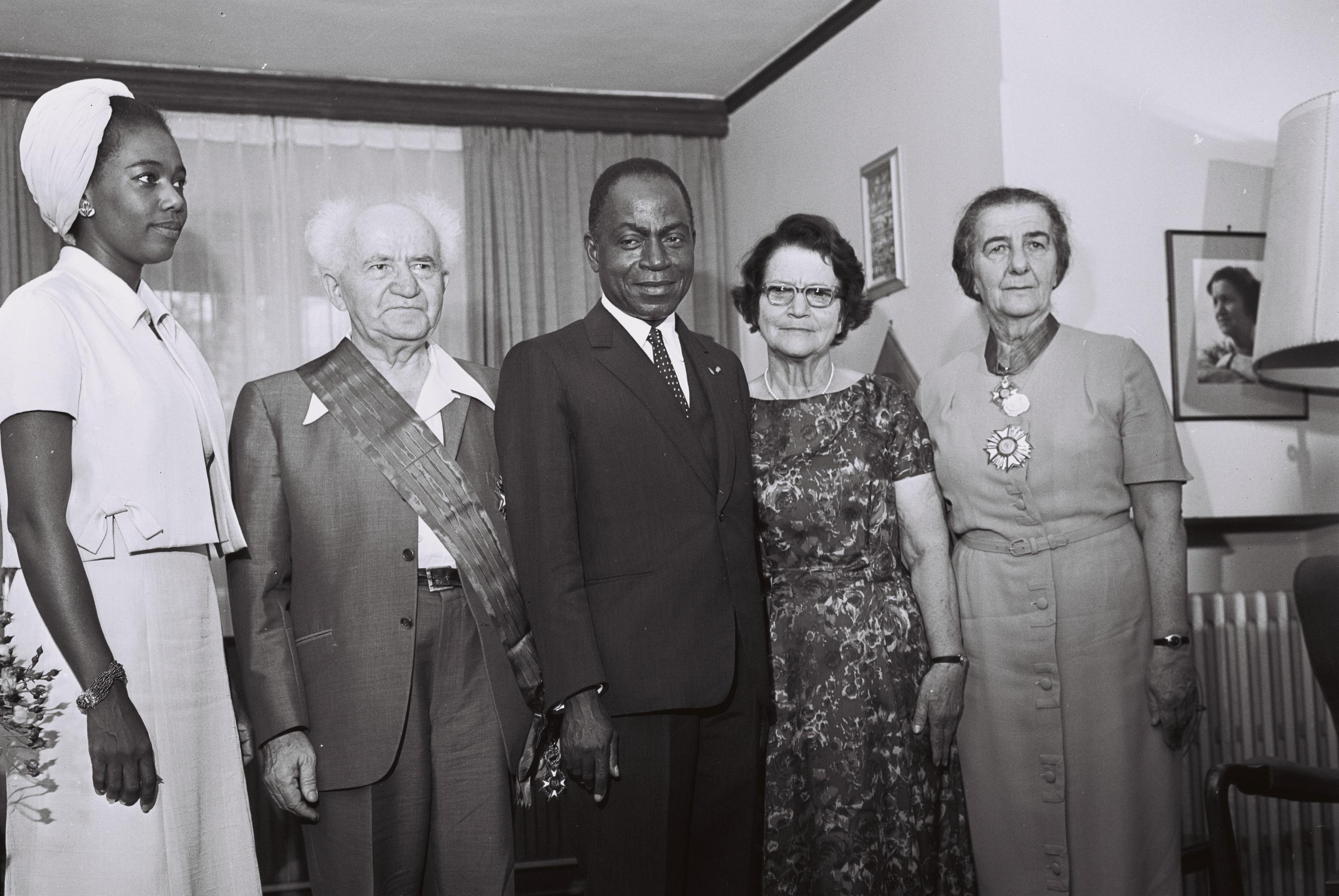
Dawid Ben Gurion (pierwszy premier Izraela), Golda Meir (pierwsza z prawej) i iworyjski prezydent – zdjęcie z 16 lipca 1962

Pod koniec lat 40. administracja kolonialna była coraz bardziej nieprzechylna PDCI, zwłaszcza po tym gdy komuniści francuscy weszli w skład opozycji. W październiku 1950 roku Houphouët-Boigny postanowił zreorganizować ruch – zerwał z komunistami i nawiązał współpracę z administracją kolonialną. W okresie od 1956 do 1960 roku dzielił swój czas pomiędzy Francję (gdzie był członkiem Zgromadzenia Narodowego i ministrem) a Wybrzeżem Kości Słoniowej (był burmistrzem Abidżanu i liderem partii).
W 1959 został premierem rządu Wybrzeża Kości Słoniowej i pierwszym prezydentem niepodległego kraju. W 1960 ponownie wybrany prezydentem. Reelekcję uzyskał w 1965, 1970, 1975, 1980, 1985 i 1990. Przybrał orientację kapitalistyczną, a w polityce zagranicznej prowadził współpracę z krajami które przyjęły podobny kurs. Ściśle współpracował z Francją (przez co uchodził za promotora francuskiego neokolonializmu). Występował przeciwko lewicowym rewolucyjnym ruchom afrykańskim i był krytykowany przez kontynentalnych przywódców za bliskie stosunki dyplomatyczne z RPA. Wspólnie z Maurice’em Yameogo – prezydentem Górnej Wolty – planował połączenie obu państw, jednak projekt ten nigdy nie doczekał się realizacji. 25 maja 1963 brał udział w szczycie w Addis Abebie – stolicy Etiopii – powołującym Organizację Jedności Afrykańskiej (OJA)
Na okres jego rządów przypadł boom gospodarczy, który zapewnił Wybrzeżu Kości Słoniowej solidne nadwyżki finansowe. O ile gospodarka za jego rządów rozwijała się w szybkim tempie to pieniądze były szybko wydawane. W 1983 wybrał miasto Jamusukro na stolicę Wybrzeża Kości Słoniowej, zaczynając jego rozbudowę (Przyczyną przeniesienia stolicy do Jamusukro było to, że mieszkało tam rodzime plemię prezydenta). W roku 1985 rozpoczął budowę Bazyliki Matki Boskiej Królowej Pokoju w Jamusukro, którą ukończono w 1989 kosztem 300 000 000 dolarów, pomimo że w kraju panowała bieda, szerzyła się malaria, żółta febra i trąd. Budowla była jednym z największych na świecie kościołów, lecz ogromne wydatki (aby uzyskać środki na budowę Boigny podwoił zadłużenie państwa) poniesione m.in. na nią spowodowały, że kilka lat po śmierci Houphueta-Boigny’ego – w 1997 – rząd musiał ogłosić bankructwo kraju.
Do 1990 prowadził rządy autorytarne, jednopartyjne. Zrezygnował z nich w 1990 roku wprowadzając prodemokratyczne poprawki do konstytucji. Pierwsze wielopartyjne wybory również wygrał Houphouët-Boigny i PDCI. Pomimo formalnej demokratyzacji dzierżył w swych rękach dyktatorską władzę do końca życia, prowadząc życie w znacznym przepychu. Zmarł w 1993, a jego następcą jako prezydenta i przywódcy partii został Henri Konan Bédié. Śmierć Houphouët-Boigny położyła kres porządkowi politycznemu na Wybrzeżu, zapoczątkowując ostrą rywalizację między grupami politycznymi w państwie.

## Upamiętnienie
Jego imieniem nazwano Uniwersytet w Abidżanie, Stade Félix Houphouët-Boigny tamże oraz jedną z nagród UNESCO. 18 października 2009 obchodzono religijne uroczystości w Jamusukro z okazji 104. rocznicy urodzin Houphoueta-Boiny’ego.

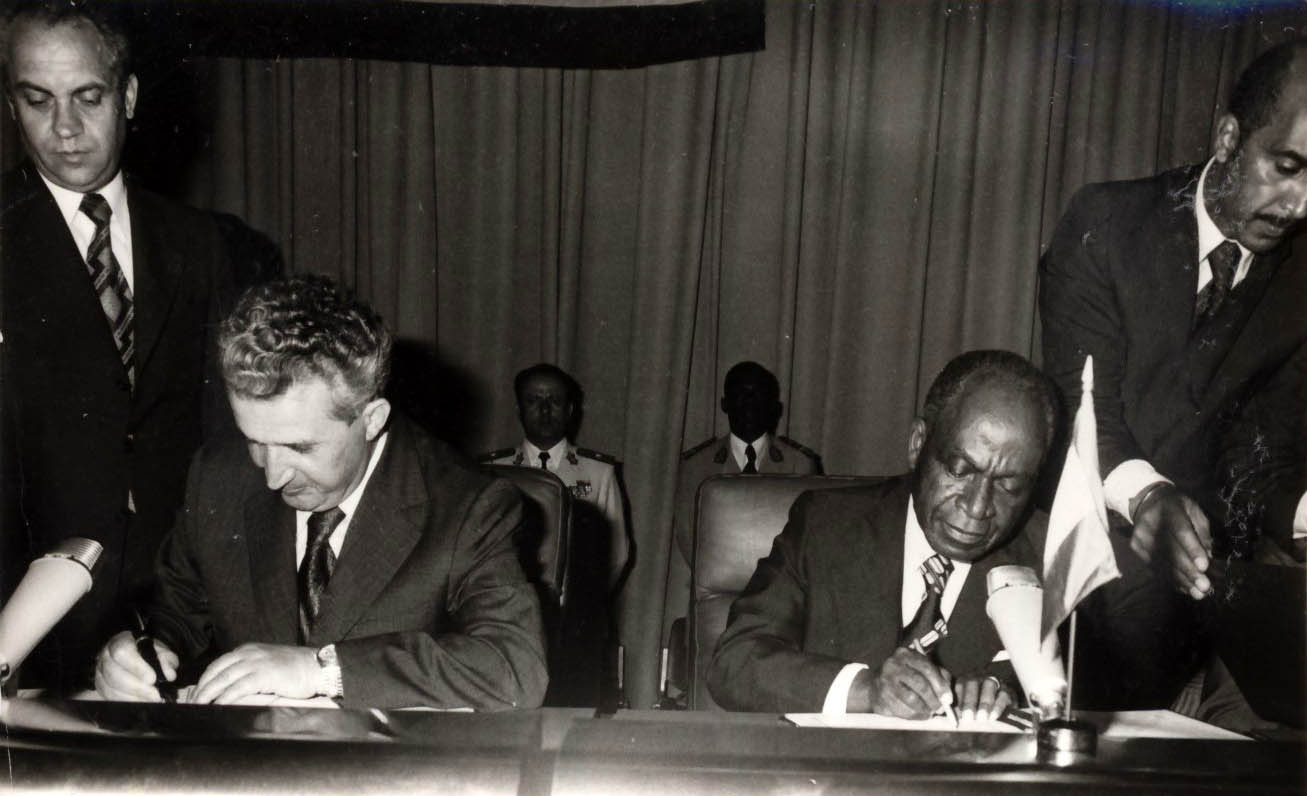
Nicolae Ceaușescu (dyktator Rumunii) i Houphouët-Boigny – zdjęcie z początków 1977